# بازدارنده
بازدارنده (عایق (یِ) [ع . عائق] (اِفا) باز دارنده، مانع.)(به عربی: عائق)(به انگلیسی: Obstacle)(به فرانسوی: Obstacle)(به لاتین: Obstaculum)، درفلسفه عایق چیزی است که فکر و اراده را از اشتغالات داخلی یا خارجی بازدارد. بازدارنده‌های از دهر، اشتغالات و حوادث در زمان هست. بازدارنده‌های نمو، علت‌هائی است که موجود زنده را از رسیدن به کمال خاص نوع خود بازمی‌دارد. این بازدارنده‌ها ممکن است طبیعی، اقتصادی، اجتماعی، سیاسی یا روانی باشد.
1. بازدارنده طبیعی مثل نقص جسمانی یا بیماری
2. بازدارنده اقتصادی مثل فقر
3. بازدارنده اجتماعی مثل عادات و تقلیدهای کهنه و پوسیده
4. بازدارنده سیاسی مثل استبداد و ستم
5. بازدارنده نفسانی مثل ترس و نگرانی

چه بسا ممکن است تربیت غلط بازدارنده رشد اقتصادی و اجتماعی گردد. با وجود این آگاهی انسان نسبت به بازدارنده‌ها در بسیاری از اوقات او را بر آنها چیره می‌گرداند. این در هنگامی است که آگاهی او با عزم و اقدام و اعتماد و ایمان همراه باشد. هر چه کوشش و سعی انسان بر دست یافتن به کمال شدیدتر باشد، میل او به درگذشتن از شرایط موجود قوی‌تر است. کودک معوق به کودکی گفته می‌شود که به موجب نقص جسمی یا روانی یا رفتار موروثی یا اکتسابی از همراهی و همگامی اقران بازماند. در آیین بودا، از پنج بازدارنده به عنوان موانع مراقبه یاد شده‌است.